# Brožura
Brožura je jednoúčelová brožovaná neperiodická tiskovina, obvykle speciální povahy a účelu.
Příkladem brožury může být návod k použití stroje, přístroje nebo jiného
technického zařízení, tištěná uživatelská příručka vydaná k většímu technickému systému,
výstavní katalog na výstavě nebo i místní telefonní seznam apod.